# Tonantzin

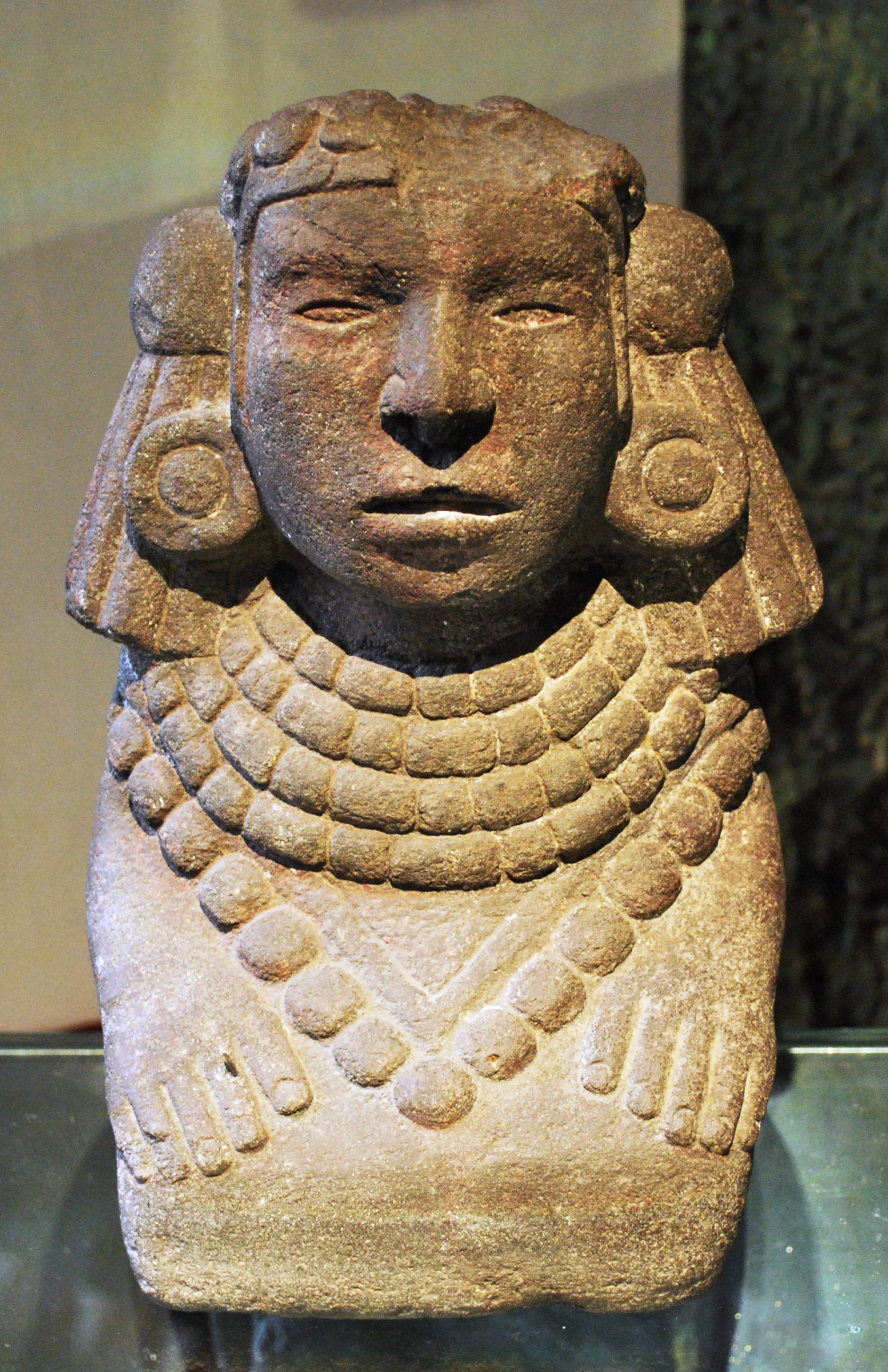
Statua antropomorfa di Tonantzin

Nella mitologia azteca, e tra gli odierni Nahua, Tonantzin (Nostra Cara Terra) è un titolo generico associato alle divinità femminili. Le fonti di Bernardino de Sahagún, ad esempio, lo usavano per chiamare una spaventosa dea della guerra e del parto, Cihuacoatl. Si crede che faccia particolare riferimento alla Madre Terra e, tra i cattolici, denota oggi la Vergine Maria.  

## Aspetti
Tra i titoli onorifici appartenenti a Tonantzin ci sono "Dea del sostentamento",  "Nonna onorata", "Serpente", "Portatrice di mais" e "Madre del grano". Tra gli altri nomi indigeni ci sono Chicomexochitl ("Sette Fiori") e Chalchiuhcihuatl ("Donna della Pietra Preziosa"). Tonantzin veniva festeggiata durante la festa di Xochilhuitl.

## Tardo sincretismo
Alcuni antropologi credono che Nostra Signora di Guadalupe (una manifestazione indigena di Maria madre di Gesù e patrona della Chiesa cattolica messicana) sia un sincretismo ed una Tonantzin cristianizzata. La Basilica di Nostra Signora di Guadalupe costruita nel XVII secolo a Città del Messico, eretta in onore della vergine e forse il più importante monumento religioso messicano, si fonda sulla base della collina di Tepeyac, che si crede essere stata usata in periodo precolombiano per il culto di Tonantzin. 
Secondo una teoria, la creazione di Nostra Signora di Guadalupe come Tonantzin cristianizzata sarebbe un'idea dei missionari per la conversione degli Aztechi. Supportando questo punto di vista, Jacques Lafaye ne scrisse in Quetzalcoatl and Guadalupe.